# Leila Shenna
Leila Shenna (arabisch ليلى شنّا) (* vor 1960) ist eine marokkanische Filmschauspielerin, Cousine der marokkanischen Autorin Malika Oufkir und Nichte von General Mohammed Oufkir.
Am bekanntesten wurde Shenna durch ihre Bond-Girl-Rolle als Stewardess im 1979er Bond Moonraker – Streng geheim.

## Schauspielkarriere
Sie spielte ebenfalls in dem 1968er Spielfilm Remparts d'argile (zuerst in Italien realisiert, später in den USA unter dem Titel Ramparts of Clay), Regie: Jean-Louis Bertuccelli, dem 1975er Preisträger der Goldenen Palme von Cannes Chronik der Jahre der Glut unter Regie von Mohammed Lakhdar-Hamina, und auch im algerischen Spielfilm Vent de sable, ebenfalls unter Regie von Lakhdar-Hamina.

## Filmografie
- 1968: Mauern aus Ton
- 1970: Sex-Power
- 1971: Ramparts of Clay
- 1973: Décembre
- 1975: El chergui
- 1975: Chronik der Jahre der Glut (Chronique des années de braise) (Drehbuch: Rachid Boudjedra)
- 1976: Château Espérance (Fernsehserie)
- 1977: Marschier oder stirb (March or Die)
- 1977: Désiré Lafarge (Fernsehserie)
- 1979: Moonraker – Streng geheim
- 1982: Sandstorm (Vent de sable)